# Paolo Carcano
Pour les articles homonymes, voir Carcano.
Paolo Carcano (Côme, 24 janvier 1843 - Côme, 6 avril 1918) est un homme politique italien, volontaire garibaldien en 1860 et 1866. Il est plusieurs fois député et ministre du royaume d'Italie et maire de Veniano dans la province de Côme.

## Biographie
En 1860, il participe à l'expédition des Mille, en 1866, il combat dans le corps des volontaires italiens pendant la troisième guerre d'indépendance à Bezzecca et l'année suivante, il est blessé à Monterotondo.
Élu à la Chambre des députés en 1881, il y reste jusqu'à sa mort, soit pendant onze législatures consécutives. Il est le conseiller d'Antonio Salandra pour l'organisation de l'entrée en guerre du royaume d'Italie. On se souvient également de la loi n° 242 approuvée par le Parlement le 19 juin 1902, qui porte son nom : la loi Carcano, qui réglemente la participation des femmes et des enfants au travail, en introduisant le congé postnatal de 4 semaines et la période d'allaitement. Anna Kuliscioff a également apporté une contribution importante au texte final.

## Sources
- (it) Cet article est partiellement ou en totalité issu de l’article de Wikipédia en italien intitulé « Paolo Carcano » (voir la liste des auteurs).